# El ojo blindado
«El ojo blindado» es una canción del grupo musical argentino Sumo. Es la segunda canción del álbum de estudio titulado Llegando los monos grabado y editado en el año 1986 bajo el sello discográfico CBS.

## Letra e interpretación
Según cuenta Roberto Pettinato en su libro Sumo por Pettinato, la canción está inspirada en un regalo que recibe el artista Luca Prodan de una de sus novias. El obsequio era un colgante con forma de ojo que por el material parece blindado. Luca interpreta que mediante ese objeto la novia puede controlar todo lo que él hace, como si el ojo fuera una especie de cámara filmadora.

## Créditos
- Luca Prodan: Voz.
- Ricardo Mollo: Guitarra y coros.
- Germán Daffunchio: Guitarra y coros.
- Diego Arnedo: Bajo y coros.
- Alberto Troglio: Batería y coros.